# Мильчаков, Дмитрий Сергеевич
Дми́трий Серге́евич Мильчако́в (бел. Дзмітрый Сяргеевіч Мільчакоў; род. 2 марта 1986, Минск, БССР, СССР) — белорусский хоккеист (амплуа — вратарь). Игрок национальной сборной Беларуси.

## Биография
Родился в Минске. В детстве вместе семья переехала в Швецию, где и начал заниматься хоккеем в школе ХК МОДО. Выступал за юношский состав клуба. В начале 2000-х Игорь Матушкин и Александр Шумидуб предложили вратарю играть на родине. Выступал за клубы «Юность-Минск», «Динамо» (Минск), «Юниор» (Минск). В 2006 году стал основным вратарём ХК «Витебск», в 2008 перешёл в ХК «Гомель», в 2009 — в ХК «Брест». С 2010 года — основной вратарь ХК «Металлург» (Жлобин), с которым становился победителем чемпионата (2011/2012) и обладателем Кубка (2011). В регулярном сезоне 2012/2013 помог команде завоевать 29 побед в 36 матчах, 13 раз (по другим данным, 14) проводил шатауты (сухие матчи), имел лучшие среди всех вратарей ОЧБ коэффициент надёжности (1,20) и процент отраженных бросков (94,5%).
Дебютировал в составе национальной сборной 15 декабря 2007 года в товарищеском матче против ХК СКА (Санкт-Петербург); в 2008 году был основным вратарём на Кубке Полесья. На чемпионате мира 2012 года был третьим вратарём, однако заменил Виталия Коваля в конце второго периода матча против сборной Франции (пропустил 1 шайбу, отбил 9) и отыграл весь матч против Канады (пропустил 5 шайб, отбил 23).
На чемпионате мира 2013 года выходил в трёх играх — против Швеции, Канады и Дании; в последнем матче был заменён по ходу игры Виталием Белинским. Провёл на льду 146 минут 18 секунд, пропустил 7 шайб (3,69 шайб за игру) и отразил 78 с коэффициентом надёжности 89,66%. Мильчаков пропустил 4 шайбы, когда сборная Беларуси оставалась в меньшинстве, и одну шайбу — когда играла в большинстве.
В КХЛ дебютировал 19 ноября 2013 года в матче против «Салавата Юлаева». В регулярном чемпионате КХЛ2013-2014 провёл 8 игр, где имел достаточно высокий процент отражённых бросков (91.0%). В Кубке Надежды провёл 6 матчей и отметился шатаутом (сухим матчем).
Сезон 2014/15 гг. Мильчаков начал в ранге одного из двух основных (наряду с Ларсом Хаугеном) вратарей команды, однако 18 октября в матче против «Нефтехимика» получил серьёзную травму и выбыл на длительный срок, из-за чего клуб был вынужден подписать ещё одного голкипера - канадца Дэнни Тейлора. К этому моменту Дмитрий сыграл в 9 матчах и пропустил 13 шайб, отразив 93,9 процента бросков. 14 ноября Мильчаков заключил с клубом новый двухлетний контракт.
Впервые после травмы Мильчаков попал в заявку команды 24 декабря в матче против СКА, а вернулся на лёд 17 января 2015 г. в домашнем матче с «Витязем», на 49-й минуте заменив пропустившего 4 шайбы Хаугена. До конца регулярного чемпионата он принял участие ещё в 7 матчах, из них в 5 - в качестве основного голкипера. В общей сложности Мильчаков сыграл в 17 матчах регулярного чемпионата и пропустил 26 шайб, по проценту отражённых бросков (93,1) и коэффициенту надёжности (2,10) став лучшим среди вратарей команды. Однако серия плей-офф против «Йокерита» сложилась для него неудачно (впрочем, как и для его напарника Ларса Хаугена и для команды в целом): 9 пропущенных шайб в 4 матчах и лишь 88,2 процента отражённых бросков.